# Bitwa pod Węgrowem

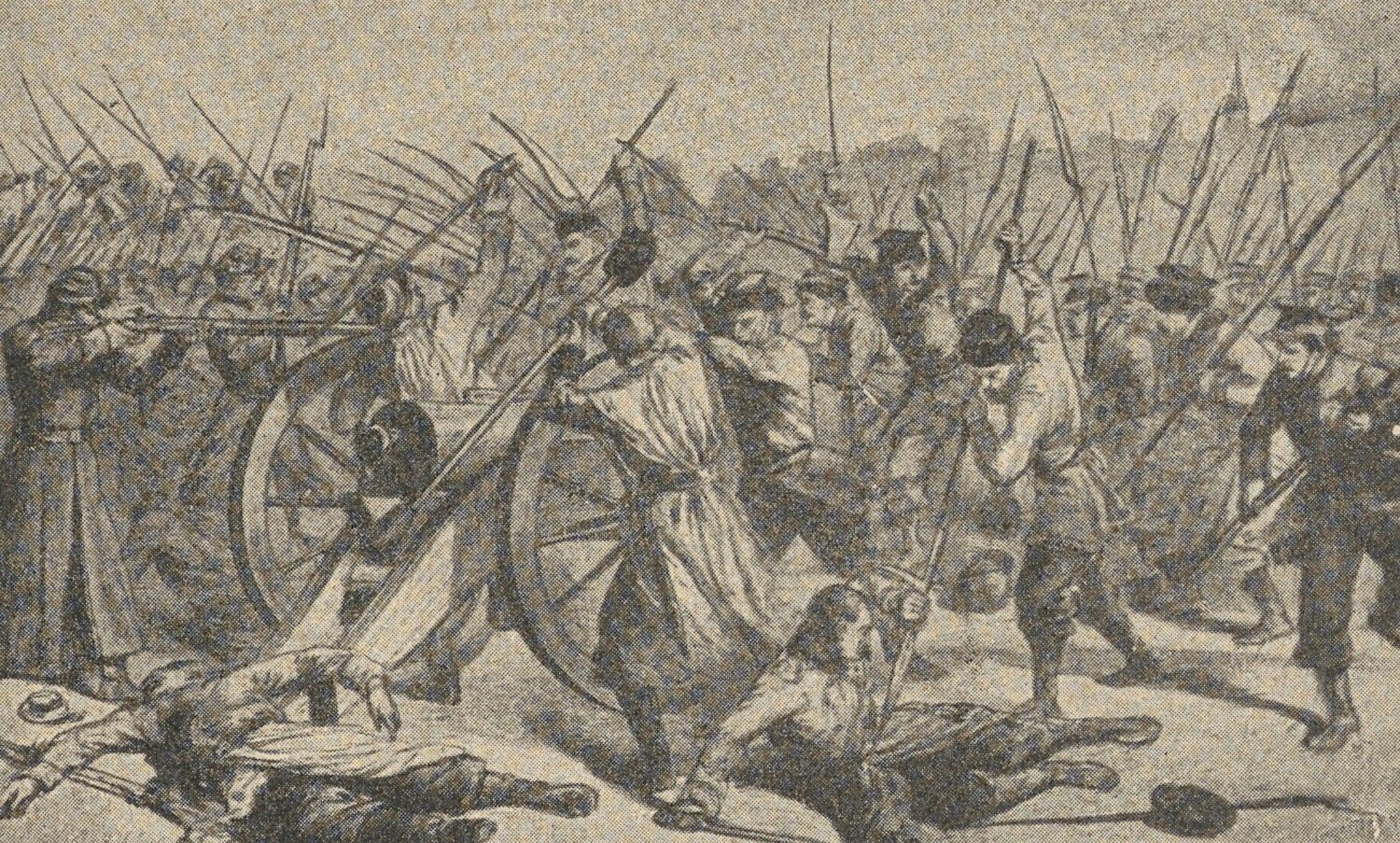
Bitwa pod Węgrowem – atak na armaty

Bitwa pod Węgrowem – bitwa stoczona 3 lutego 1863 roku pod Węgrowem w czasie powstania styczniowego.

## Bitwa

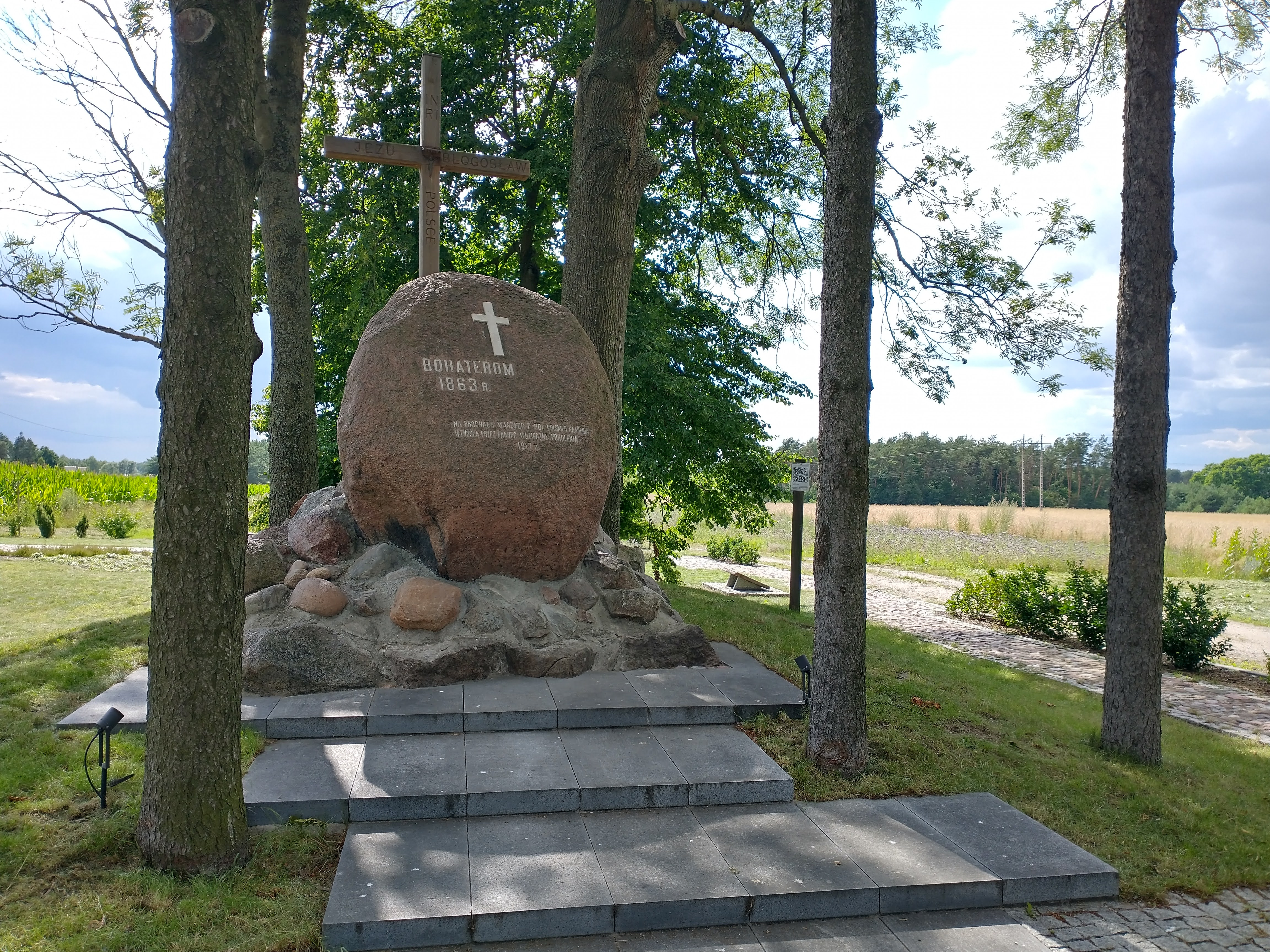
Pomnik i cmentarz

Po ataku w nocy z 22 na 23 stycznia 1863 powstańcom udało się opanować Węgrów i oczyścić go z posterunków wojsk rosyjskich. Polscy dowódcy Władysław Jabłonowski ps. „Genueńczyk” i Jan Matliński ps. „Sokół” założyli w pobliżu miasta obóz wojskowy, w którym zebrało się 3500 powstańców. Zaalarmowany garnizon rosyjski w Siedlcach, postanowił odbić Węgrów. W tym celu wysłano oddział pułkownika Georgija Papaafanasopuło w sile 1000 ludzi z kilkoma armatami. Miasto zostało otoczone kordonem i stanowiło łatwy cel ostrzału (na kościele wywieszono biało-czerwoną flagę). Jedynie śmiały manewr zaczepny wojsk polskich mógł uratować powstańców. W tym celu grupa ok. 1000 kosynierów, dowodzonych przez Władysława Jabłonowskiego, przeprowadziła atak na rosyjskie armaty. Straty polskie były poważne, jednak Rosjanie zmuszeni byli odstąpić, co pozwoliło pozostałym oddziałom powstańczym bezpiecznie ewakuować się z miasta.

## Straty
Liczba poległych powstańców podczas szturmu na armaty, podawana przez Rosjan i powtarzających po nich te dane historyków polskich, to 128 zabitych. Tymczasem węgrowska księga parafialna wspomina jedynie o 66 potwierdzonych zgonach, które dotyczą poległych powstańców (wszystkie akty zgonów pochodzą z dnia 5 lutego). Można przypuszczać, że ciała węgrowian zebrały z pola walki i pochowały rodziny na lokalnych cmentarzach, lecz ewentualna liczba 62 zabitych (pozostała z ogólnej liczby 128 poległych) jest zdecydowanie zbyt duża, by nie pozostawiła jakiegokolwiek śladu w pamięci zbiorowej miasta. Doniesienia Rosjan z pola bitwy w ich oficjalnym komunikacie wojskowym podawały 1 poległego i 5 rannych żołnierzy oraz 6 zabitych koni, liczba taka biorąc pod uwagę przebieg starcia wzbudza poważne podejrzenia co do jej wiarygodności.

## Upamiętnienie
Wiadomość o niespodziewanym zwycięstwie Polaków szybko obiegła europejską opinię publiczną. Dlatego bitwa węgrowska została szeroko upamiętniona w kulturze polskiej, jak i za granicą:
- Już 13 marca 1863 r. francuski poeta August Barbier napisał wiersz Atak pod Węgrowem, gdzie porównał atak polskich kosynierów na rosyjskie armaty do heroicznych walk starożytnych Spartan i nazwał tę bitwę Polskimi Termopilami.
- Polski poeta Cyprian Kamil Norwid w wierszu Vanitas przyrównał nierówną walkę kosynierów do bitwy pod Termopilami:

Grek ma więcej świetnych w dziejach kart
Niż łez... w mogile –
U Polaka tyle Węgrów wart,
Tyle!... co Termopile...
- W 1904 r. poetka Maria Konopnicka napisała wiersz Bój pod Węgrowem.
- Na pamiątkowym kamieniu na miejscu bitwy widnieją słowa: Na prochach waszych, z pól polskich kamienia, wznoszą przez pamięć wdzięczne pokolenia[4].
- Moneta kolekcjonerska 20 złotych Polskie Termopile: Węgrów, Moneta została wyemitowana, aby upamiętnić bitwę pod Węgrowem w 1863.